# 30 martie
ianuarie • februarie • martie  • aprilie  • mai  • iunie  • iulie  • august  • septembrie  • octombrie  • noiembrie  • decembrie
30 martie este a 89-a zi a calendarului gregorian și ziua a 90-a în anii bisecți. Mai sunt 276 de zile până la sfârșitul anului.

## Evenimente

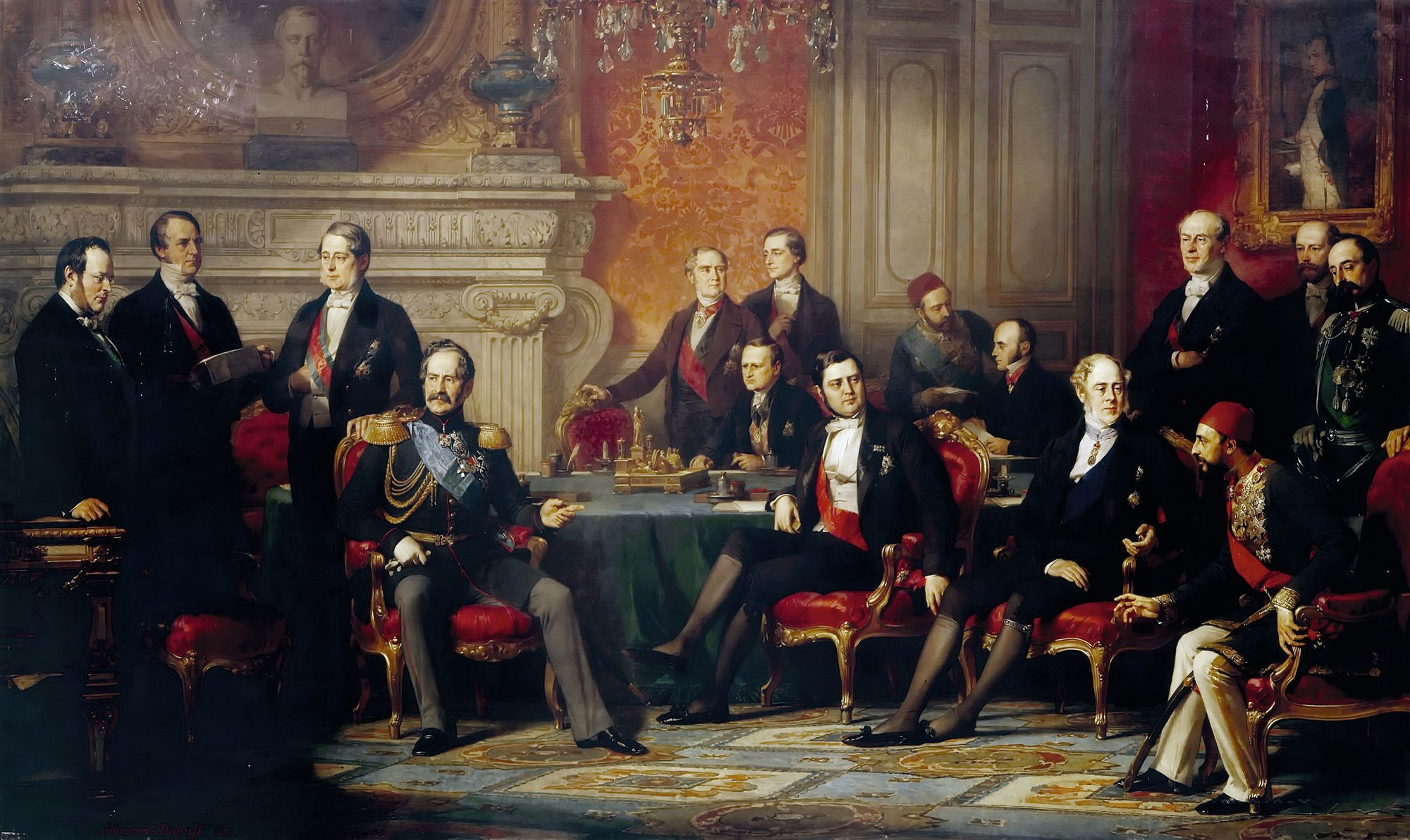
1856: Pacea de la Paris pune capăt Războiului Crimeii dintre Imperiul Rus, pe de-o parte, și o alianță a Imperiului Otoman, Regatului Piemontului, Celui de-al Doilea Imperiu Francez și Regatului Unit al Marii Britanii și Irlandei, pe de altă parte.

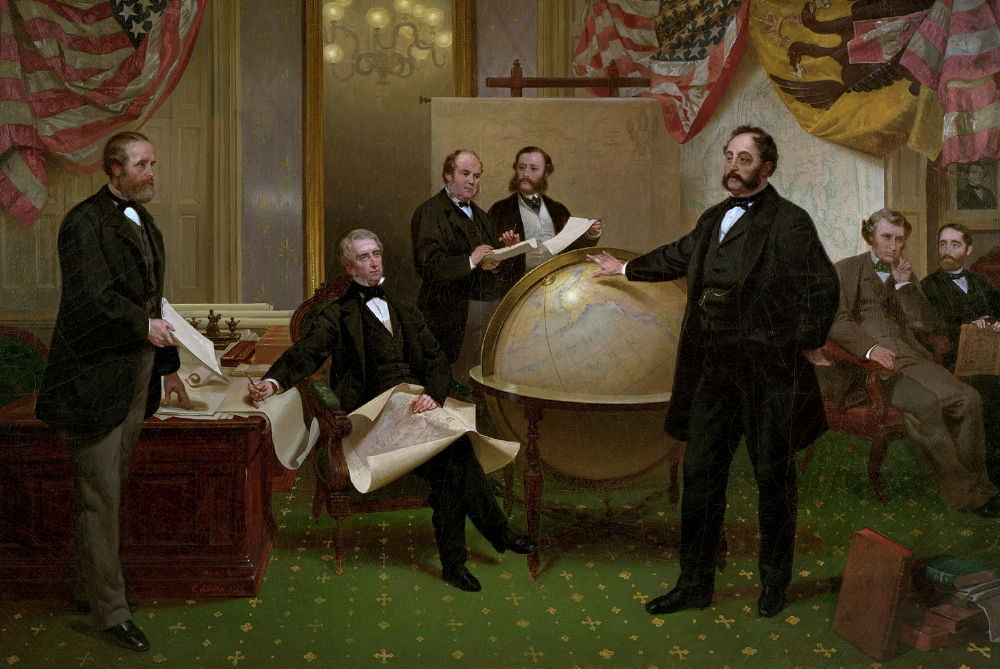
1867: Achiziția teritoriului Alaska: Statele Unite au cumpărat Alaska și insulele Aleutine de la Rusia cu 7,2 milioane de dolari.

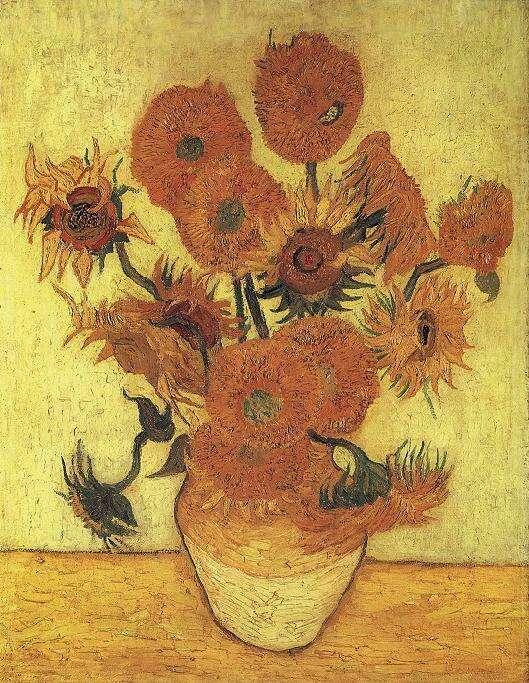
1987: Unul dintre tablourile Floarea-soarelui, al lui Vincent Van Gogh, se vinde la prețul record de 24,75 milioane de lire sterline.

- 1392: Prima atestare documentară a orașului Roman în timpul lui Roman I Mușat al Moldovei.
- 1533: Thomas Cranmer devine arhiepiscop de Canterbury.
- 1794: Revoluția franceză: Georges Jacques Danton, Camille Desmoulins și Fabre d’Églantine sunt arestați pentru o presupusă conspirație de către Comitetul de bunăstare sub conducerea lui Maximilien Robespierre.[1]
- 1806: Joseph Bonaparte este proclamat rege al Napoli de către fratele său Napoleon.
- 1821: Întâlnirea dintre Tudor Vladimirescu, conducător al revoluției din Țara Românească, și Alexandru Ipsilanti, liderul Eteriei. În ciuda unor grave divergențe, cei doi ajung la un acord, în urma căruia județele dinspre munte trec sub autoritatea lui Ipsilanti, iar Oltenia și județele de câmpie sub cea a lui Tudor.
- 1830: S-au încheiat lucrările de redactare a Regulamentelor Organice, considerate primele acte constituționale de pe teritoriul României.
- 1842: Anestezia a fost utilizată pentru prima dată, într-o intervenție a chirurgului american dr. Crawford Long.
- 1856: Pacea de la Paris pune capăt Războiului Crimeii dintre Imperiul Rus, pe de-o parte, și o alianță a Imperiului Otoman, Regatului Piemontului, Celui de-al Doilea Imperiu Francez și Regatului Unit al Marii Britanii și Irlandei, pe de altă parte. Printre altele, Marea Neagră este declarată neutră.
- 1858: Americanul Hyman Lipman, din Philadephia, înregistrează patentul creionului cu gumă de șters, la 88 de ani după ce inginerul englez Edward Nairne l-a realizat pentru prima dată.
- 1863: Prințul danez Wilhelm Georg este ales ca regele George al Greciei.
- 1866: Locotenența domnească publică Proclamația către popor, prin care recomandă alegerea prin plebiscit a Principelui Carol de Hohenzollern ca domnitor al Românilor, cu drept de moștenire și sub numele de Carol I. Guvernul Ghica dă publicității un manifest, la 2 aprilie 1866, cu același sens.
- 1867: Achiziția teritoriului Alaska: Statele Unite au cumpărat Alaska și insulele Aleutine de la Rusia cu 7,2 milioane de dolari.
- 1889: A fost înființată prima agenție de presă românească, Agenția Telegrafică a României (astăzi, Agenția Națională de Presă ROMPRES)
- 1929: Este dată în funcțiune linia telefonică directă București - Budapesta.
- 1945: Al Doilea Război Mondial: Forțele sovietice invadează Austria și cuceresc Viena. Forțele poloneze și sovietice eliberează Danzig.
- 1945: A fost promulgată Legea nr.271, pentru purificarea administrației publice, învățămîntului, presei, instituțiilor de presă. Această lege a fost folosită pentru a elimina din viața publică numeroși intelectuali de valoare.
- 1946: S-a înființat Opera de Stat din Timișoara
- 1946: Au fost restabilite relațiile diplomatice cu Iugoslavia; primul ambasador postbelic al României în această țară a fost omul de cultură Tudor Vianu.
- 1951: UNIVAC 1 (Universal Automatic Computer 1), primul computer comercial din lume, este livrat de firma Remington Rand (autori J. Eckert și J. Mauchly) Oficiului de Recensămînt al SUA.
- 1960: Intră în funcțiune prima stație meteorologică automată din România
- 1981: Președintele Statelor Unite, Ronald Reagan, a fost împușcat și rănit, în fața unui hotel din Washington, D.C., de către un necunoscut cu probleme psihice, numit John Hinckley Jr.
- 1983: Președintele american, Ronald Reagan, face cunoscută propunerea adresată sovieticilor, potrivit căreia Statele Unite și-ar limita instalarea de rachete de croazieră Pershing dacă Uniunea Sovietică ar face o mișcare asemănătoare.
- 1987: La o licitație Christie's, o companie de asigurări japoneză a cumpărat unul dintre tablourile Floarea-soarelui, al lui Vincent Van Gogh, la un preț record de 24,75 milioane de lire sterline.
- 2001: Rezultatele recensământului sunt anunțate la Beijing. Conform acestuia, în Republica Populară Chineză trăiesc 1.265.830.000 de oameni (excluzând Hong Kong și Macao).
- 2005: La televiziunea Al Jazeera a apărut o înregistrare cu cei trei români răpiți în Irak. Lângă ei apăreau două persoane mascate cu mitraliere. Marie Jeanne Ion a spus în engleză că răpitorii nu doresc nimic în schimbul lor. Toți analiștii au dedus că este vorba despre o situație atipică de răpire.

## Nașteri
- 1135: Moise Maimonide, filosof, învățat evreu din Evul Mediu (d. 1204)
- 1326: Ivan al II-lea al Rusiei, Mare Duce al Moscovei (d. 1359)
- 1432: Mahomed al II-lea, sultan otoman (d. 1481)
- 1633: Miron Costin, cronicar moldovean, cea mai însemnată personalitate a literaturii românești din Moldova secolului al XVII-lea (d. 1691)
- 1633: Frederic al II-lea, Landgraf de Hesse-Homburg (d. 1708)
- 1739: Maria Josepha de Bavaria, soția lui Iosif al II-lea, Împărat Roman (d. 1767)

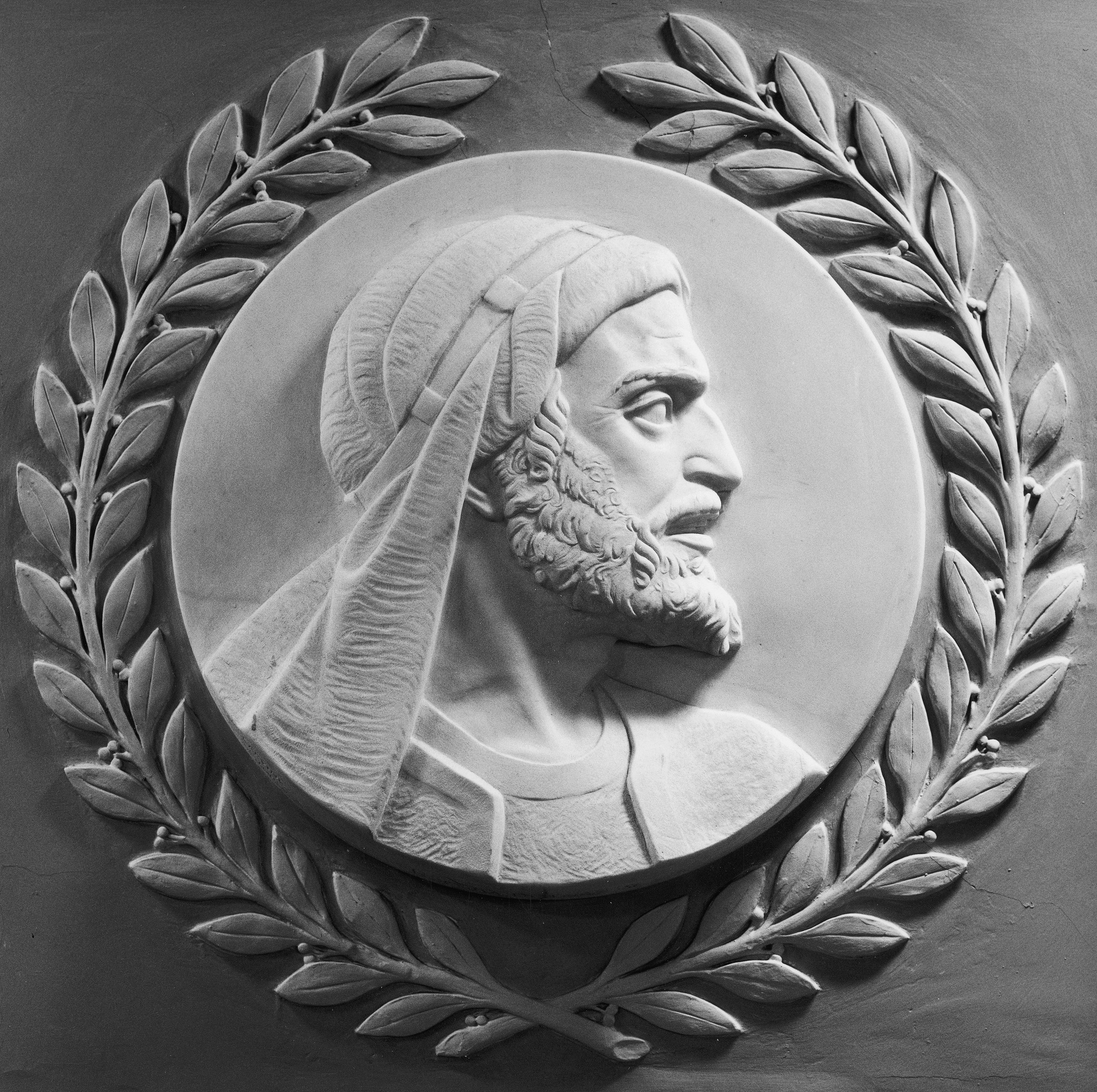
Moise Maimonide, filosof, învățat din Evul Mediu
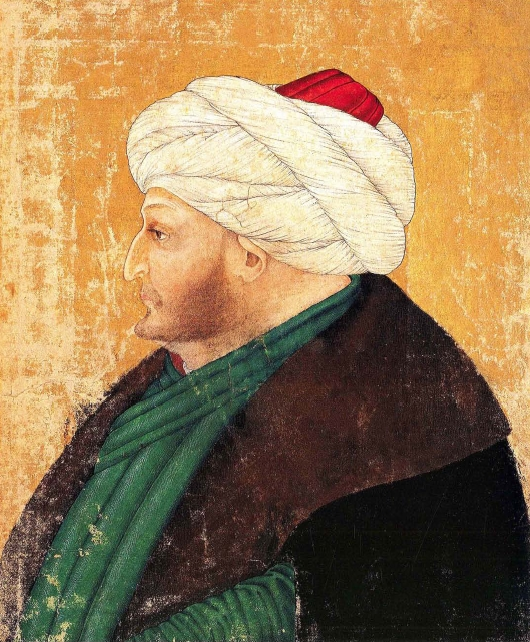
Mahomed al II-lea, sultan otoman
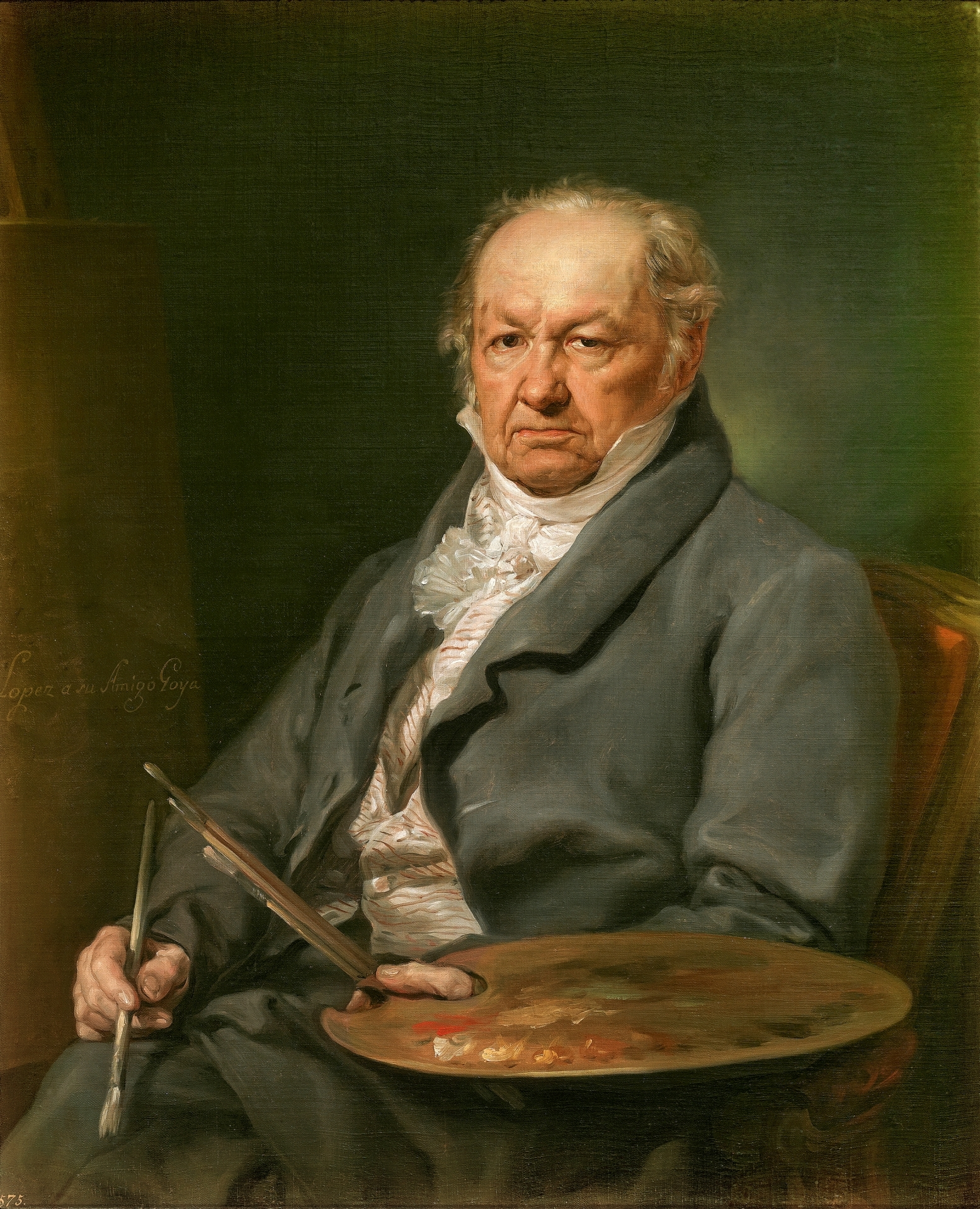
Francisco de Goya, pictor spaniol

- 1746: Francisco de Goya, pictor spaniol (d. 1828)
- 1811: Robert Wilhelm Bunsen, chimist german (d. 1899)
- 1837: Alexandru Șuțu, medic psihiatru român (d. 1919)
- 1844: Paul Verlaine, poet francez (d. 1896)
- 1848: Gábor Téglás, arheolog transilvănean (d. 1916)
- 1853: Vincent Van Gogh, pictor olandez (d. 1890)
- 1874: Nicolae Rădescu, prim–ministru al României (1944-1945) (d. 1953)
- 1892: Stefan Banach, matematician polonez (d. 1945)
- 1895: Nikolai Bulganin, premier al Uniunii Sovietice (d. 1975)
- 1895: Jean Giono, autor francez (d. 1970)
- 1913: Marcu Botzan, inginer agronom român (d. 2011)
- 1914: Lúcia Benedetti, scriitoare, dramaturgă, editoare de carte și traducătoare braziliană (d. 1998)
- 1923: Viorel Cosma, muzicolog, critic muzical și lexicograf român (d. 2017)
- 1924: George Guțiu, episcop greco-catolic român (d. 2011)
- 1928: Aurel Anton, șahist român (d. 2015)
- 1929: Magda Ianculescu, soprană română (d. 1995)
- 1937: Warren Beatty, actor, regizor, scenarist și producător american
- 1938: Tudor Ghideanu, filosof și eseist român (d. 2022)
- 1945: Corneliu-Dan Borcia, actor român (d. 2014)
- 1945: Eric Clapton, chitarist, vocalist și compozitor britanic
- 1947: Traian Dobre, politician român
- 1950: Robbie Coltrane, actor britanic (d. 2022)
- 1951: Alin Teodorescu, politician român
- 1951: Constantin Fugașin, actor român
- 1954: Vasile Filip Soporan, politician român

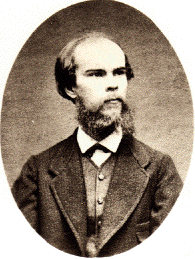
Paul Verlaine, poet francez
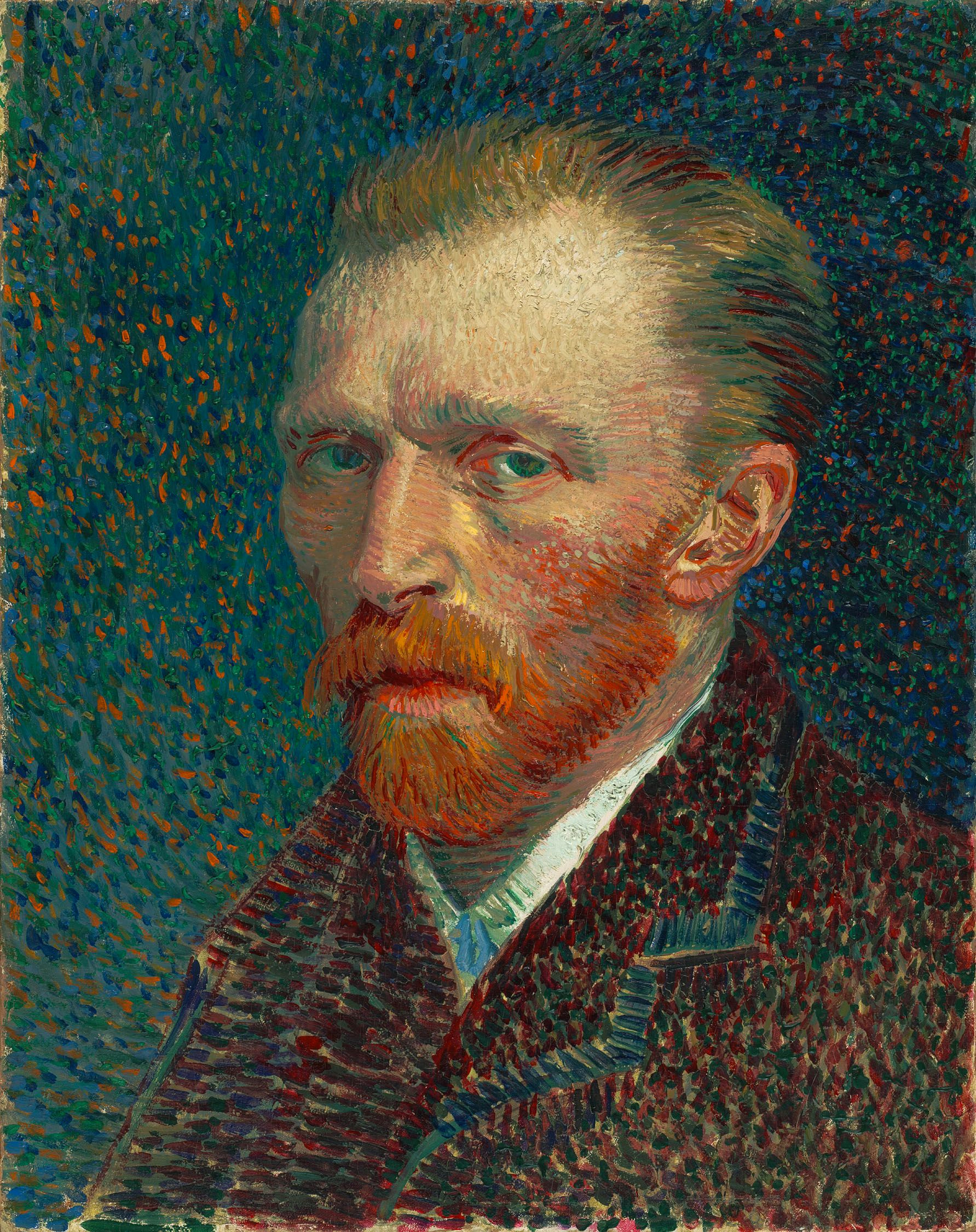
Vincent Van Gogh, pictor olandez
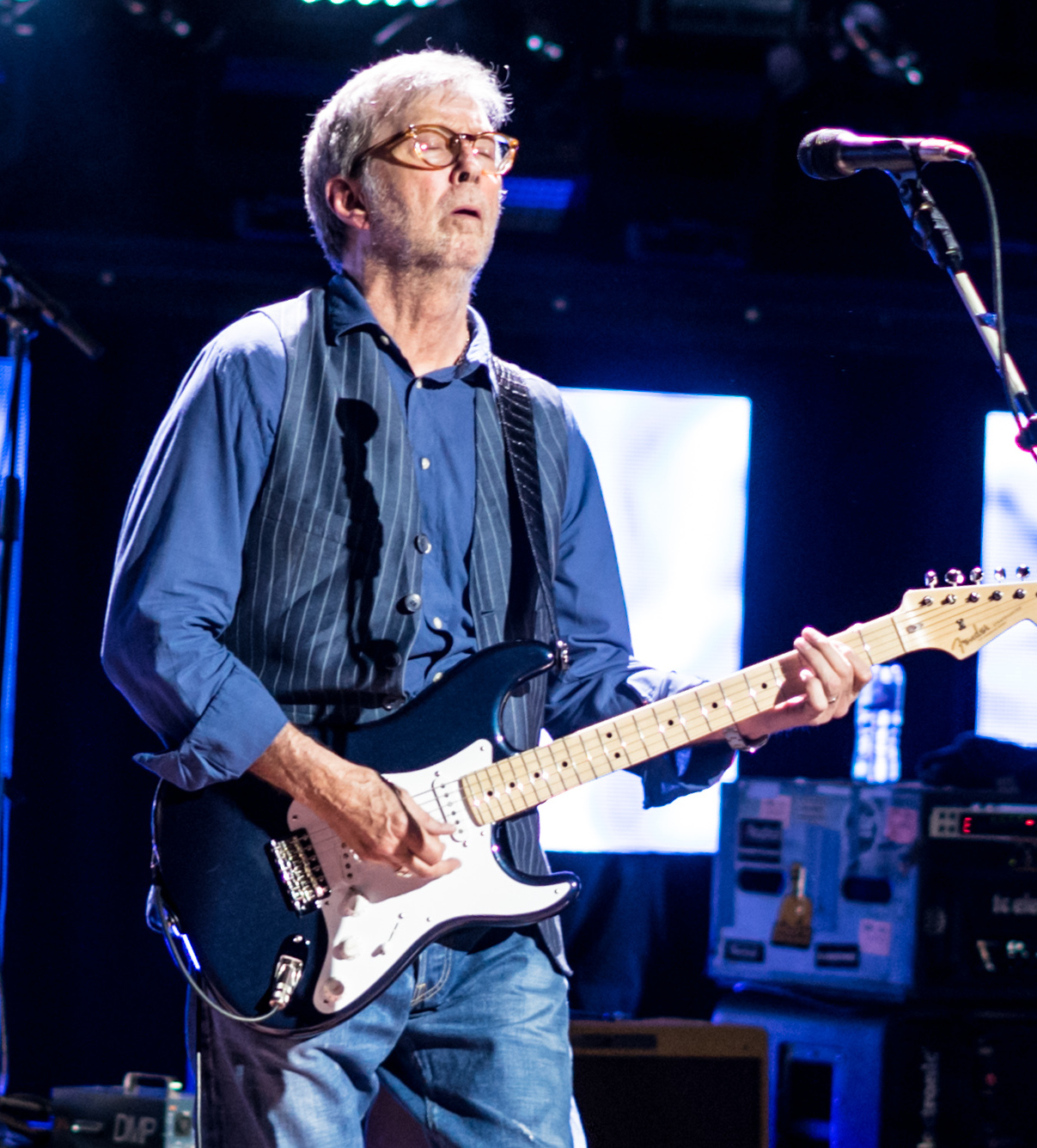
Eric Clapton, muzician britanic

- 1956: Theo Breuer, scriitor german
- 1962: MC Hammer (Stanley Kirk Burrell), cântăreț de muzică rapp și actor american
- 1964: Tracy Chapman, cântăreață americană
- 1968: Céline Dion, cântăreață canadiană, solistă vocală pop-rock
- 1971: Elena Jemaeva, scrimeră azeră de origine rusă
- 1973: Jan Koller, fotbalist ceh
- 1979: Elinton Andrade, fotbalist brazilian
- 1979: Norah Jones, vocalistă și compozitoare americană
- 1980: Katrine Lunde, handbalistă norvegiană
- 1982: Philippe Mexès, fotbalist francez
- 1983: Anca Amariei, handbalistă română
- 1984: Mario Ančić, tenismen croat
- 1986: Sergio Ramos, fotbalist spaniol
- 1995: Tao Geoghegan Hart, ciclist britanic

## Decese
- 1559: Adam Ries, matematician german (n. 1492)
- 1806: Georgiana Cavendish, Ducesă de Devonshire (n. 1757)
- 1830: Ludovic I, Mare Duce de Baden (n. 1763)
- 1842: Louise Élisabeth Vigée Le Brun, pictoriță franceză (n. 1755)
- 1879: Thomas Couture, pictor francez (n. 1815)
- 1899: Lascăr Catargiu, om politic, prim-ministru al Principatelor Unite și al Regatului României (n. 1823)
- 1912: Karl May, scriitor german (n. 1842)

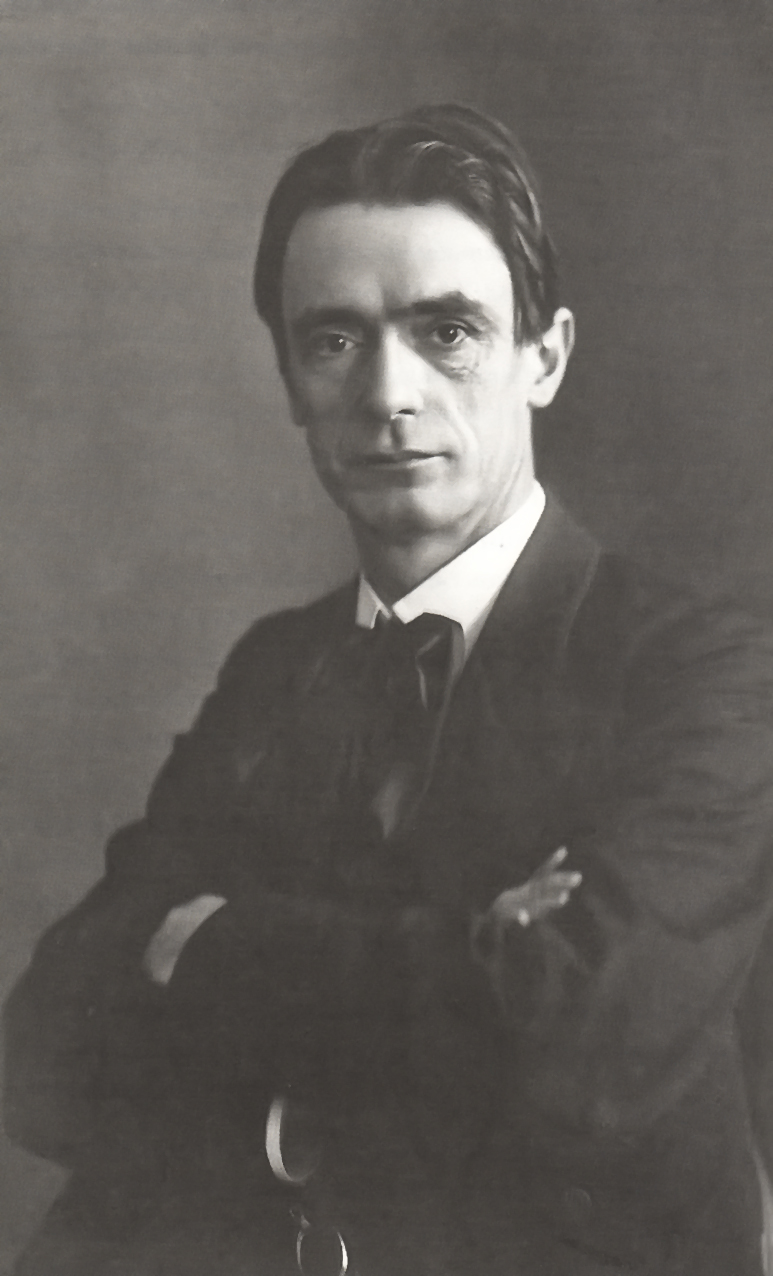
Rudolf Steiner, filosof austriac
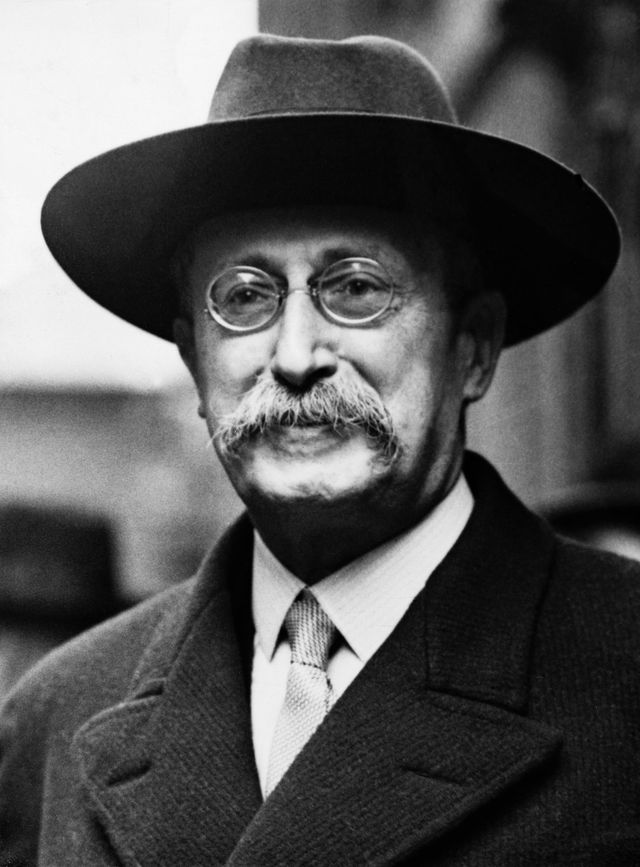
Léon Blum, prim-ministru francez
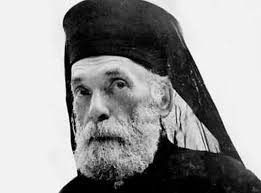
Nicolae Steinhardt, eseist și prozator român de origine evreiască

- 1925: Rudolf Steiner, filosof austriac (n. 1861)
- 1929: Ion Gorun, prozator, poet și traducător (n. 1863)
- 1942: Marcel Rieder, pictor francez (n. 1862)
- 1943: Maria Restituta Kafka, soră medicală, opozantă a regimului nazist (n. 1894)
- 1945: Victor Ion Popa, dramaturg, prozator, publicist și eseist (n. 1895)
- 1949: Friedrich Bergius, chimist german, laureat al Premiului Nobel pentru Chimie (n. 1884)
- 1950: Léon Blum, prim-ministru francez (n. 1872)
- 1977: Abdel Halim Hafez, cântăreț și actor egiptean (n. 1929)
- 1986: James Cagney, actor american (n. 1899)
- 1989: Nicolae Steinhardt, eseist și prozator român de origine evreiască (n. 1912)
- 1993: Edgar Papu, specialist în literatură comparată, filosof al culturii (n. 1908)
- 2002: Elizabeth Bowes-Lyon, soția regelui George al VI-lea al Regatului Unit și mama reginei Elisabeta a II-a (n. 1900)
- 2003: Vasilica Tastaman, actriță română (n. 1933)
- 2004: Aurel Giurumia, actor român (n. 1931)
- 2020: Martin Tudor, fotbalist și antrenor român (n. 1976)
- 2020: Bill Withers, muzician american (n. 1938)
- 2022: Egon Franke, scrimer polonez specializat pe floretă (n. 1935)

## Sărbători
- Cuviosul Ioan Scărarul;
- Sf. Prooroc Ioad;
- Cuv. Euvula, maica sfântului Pantelimon (Denie).